# Campanula glomeratoides
Campanula glomeratoides är en klockväxtart som beskrevs av Hong De-Yuan. Campanula glomeratoides ingår i släktet blåklockor, och familjen klockväxter. Inga underarter finns listade i Catalogue of Life.